# Oncocnemis modesta
Oncocnemis modesta là một loài bướm đêm trong họ Noctuidae.